# Bulbophyllum yunnanense
Bulbophyllum yunnanense là một loài phong lan thuộc chi Bulbophyllum.